# Vitaly Zhivatov
Pas d'image ? Cliquez ici

a Compétitions nationales et continentales officielles uniquement.

b Matchs officiels uniquement.
Dernière mise à jour le 18 décembre 2020.
Vitali Jivatov (en russe : Виталий Живатов), né le 13 février 1992, est un joueur russe de rugby à XV et de rugby à sept qui joue au poste de troisième ligne. 

## Biographie
Originaire de Livny, Vitali Jivatov commence le rugby lorsqu'il emménage à Moscou. Il joue dans un premier temps au sein de l'équipe de l'IAM, puis rejoint le Marino-Locomotive. Il part ensuite un an en Nouvelle-Zélande, étudiant et jouant au sein de la Rangiora High School (en). 
Il débute en 2012 avec le VVA Podmoskovie, mais est contrôlé positif au carphédon lors du tournoi de Hong Kong de rugby à sept 2012. Il écope alors d'une suspension de deux ans. Il décide alors de partir en France terminer ses études. Dans le même temps, il joue au rugby à XIII au sein du Villefranche XIII Aveyron.
En 2014, il réintègre le VVA Podmoskovie et l'équipe de Russie de rugby à sept. Avec cette dernière, il va participer pendant trois saisons au World Rugby Sevens Series, et remporter deux titres de champion d'Europe. À la suite de la relégation de la Russie, il devient disponible pour la sélection à XV, qu'il intègre régulièrement en 2018. Il va rapidement s'imposer comme un élément important de l'équipe, et sera ainsi sélectionné pour la coupe du monde 2019. Il y joue trois matchs, tous en tant que titulaire, dont le match d'ouverture de la compétition face au Japon. 
Pour la saison 2020-2021, il devient le capitaine du VVA Podmoskovie. 

## Palmarès
- Tournoi européen de Russie de rugby à sept 2016
- Seven's Grand Prix Series 2016
- Tournoi européen de Pologne de rugby à sept 2017
- Tournoi européen d'Angleterre de rugby à sept 2017
- Seven's Grand Prix Series 2017

## Statistiques

### En sélection
| Année | Compétition                       | Matchs | Points | Essais | Transf. | Drops | Pénal. |
| ----- | --------------------------------- | ------ | ------ | ------ | ------- | ----- | ------ |
| 2014  | Ustinov Cup                       | 2      | -      | -      | -       | -     | -      |
| 2018  | Test                              | 1      | -      | -      | -       | -     | -      |
| 2019  | REC 2019                          | 4      | -      | -      | -       | -     | -      |
| 2019  | Coupe des Nations 2019            | 1      | -      | -      | -       | -     | -      |
| 2019  | Test                              | 1      | -      | -      | -       | -     | -      |
| 2019  | Coupe du monde de rugby à XV 2019 | 3      | -      | -      | -       | -     | -      |
| 2020  | REC 2020                          | 3      | -      | -      | -       | -     | -      |
| Total | Total                             | 15     | -      | -      | -       | -     | -      |